# 萩原隆雄
萩原 隆雄（はぎわら たかお、1966年1月12日 - ）は、札幌テレビ放送（STV）の社員、元アナウンサー。静岡県焼津市出身。

## 略歴
1990年4月入社。2003年10月からは報道部記者、ディレクター（日本テレビに出向）。第1期アナウンサー時代とディレクター時代には『ズームイン!!SUPER』を担当。2008年3月31日、担当する『朝6生ワイド』で4年半振りにアナウンサーとして復帰。2019年6月に再び異動、旭川放送局長を経て2021年7月からビジネスプロデュース局コンテンツビジネス部付を兼務、2023年7月から旭川局長専任。

## 家族・親族
信州政財界の重鎮として知られた小坂善之助の玄孫である。曾祖父は第13代日本銀行総裁の深井英五（小坂の娘婿、妻すなわち萩原の曾祖母が小坂の次女）、祖父は天文学者・萩原雄祐（深井の娘婿、妻すなわち萩原の祖母が深井の長女）。叔父は日本テレビ元社長の萩原敏雄（雄祐の三男）、実兄は同じNNN・NNS系列局・読売テレビ（ytv）アナウンサーの萩原章嘉。親族には小坂順造（善之助の長男で実業家・政治家、萩原の曾祖母の兄）、小坂善太郎（順造の長男で政治家、萩原の祖母の従弟）、小坂徳三郎（順造の三男で実業家・政治家、萩原の祖母の従弟）、小坂憲次（善太郎の次男で政治家、萩原の父の又従弟）らがおり、萩原家は深井家・小坂家を通じて三井財閥の創業者一族・三井家と姻戚関係で結ばれている（徳三郎の妻が三井家出身）。

## 過去の担当番組

### テレビ
- 朝6生ワイド（2008年3月31日～2011年3月）
- ズームイン!!SUPER（アナウンサー時代とディレクター時代）
- OH!わらい笑
- ハイ!STVです（2011年4月～2019年6月）
- 1×8いこうよ!（ナレーター）
- 北もの語り～エコ新書～（ナレーション）
- 各種スポーツ実況（北海道日本ハムファイターズ主観試合、北海道コンサドーレ札幌主観試合（スカパー!からの受託制作含む）、高校サッカー北海道大会、スキージャンプ他多数）

### ラジオ
- ウイークエンドバラエティ 日高晤郎ショー（「千客万来笑いで繁盛」コーナー担当）
- ドライビングパートナー・STVホットライン（メインパーソナリティ）
- 谷本聡子のおしゃべりコンサート
- アタックヤング
- STVラジオ・ヤング専科（福永アナと）
- 萩原隆雄のNews＆Sports なまらんマンデー
- STVファイターズLIVE（実況及びリポート）
- STVニュース（不定期）